# 都云县
都云县，中国古县名。
元朝置，治所在今贵州省都匀市西南。为都云定云等处安抚司治。明朝洪武二十三年（1390年）改都匀卫。